# Morango do Nordeste
"Morango do Nordeste" é uma canção composta em 1987 pela dupla pernambucana Walter de Afogados e Fernando Alves, que fez grande sucesso no final do século XX, sendo sucessivamente regravada por diversos grupos e cantores brasileiros.
A canção foi lançada naquele ano sob o nome "Sonho dos Sonhos". Em 1999, Walter trouxe a canção para Lairton e seus Teclados, que sugeriu o nome "Morango do Nordeste" como novo título da canção. A canção foi incluída no seu álbum de estreia, que também carrega o nome da canção.

## Gravações principais
A composição dos até então desconhecidos autores pernambucanos foi inspirada em uma menina de cabelos vermelhos e fez sucesso após a gravação inicial, por Lairton, no ano 2000. Em um curto espaço de tempo, foi gravada por artistas de diversoes estilos musicais por Chiclete com Banana, Karametade, Frank Aguiar, Wanderley Cardoso, Molejo, Francis Lopes, Canta Bahia e muitos outros artistas do Piauí e do Brasil. Foi a preferida do público brasileiro naquele ano 2000, segundo dados do Ibope. A versão da banda Canta Bahia foi um dos maiores sucessos de 2001 em Portugal, fazendo com que o álbum em que está incluída, também chamado de "Morango do Nordeste", se tenha tornado o 5º álbum mais vendido no país nesse mesmo ano.
Embora a canção tenha feito muito sucesso, seus autores não estavam recebendo o que lhes era de direito. Em 2001, a dupla começou receber royalties da canção, depois de reclamarem junto ao ECAD.
O cantor jamaicano Honey Boy gravou uma versão em reggae intitulada North East Strawberry.
Em 2002, o cantor estoniano Karl Madis gravou uma versão sob o título de "Ma Olen Noor". Também no mesmo ano, a cantora peruana Rossy War gravou uma versão que foi titulada em espanhol como "Es El Amor".
Em 2004, o cantor francês Bernard Lavilliers também gravou uma versão, sob o título de "L'été" ("o verão"), para o álbum Carnets de bord.
Em 2015, Inês Brasil regravou a música para o seu álbum Make Love.
Em 2021, Marília Mendonça cantou a canção durante a live Serenata e a performance entrou para seu álbum póstumo Decretos Reais (2023).